# Весняні турботи
«Весняні турботи» — радянський художній комедійний фільм, знятий на кіностудії «Ленфільм» в 1964 році режисером Яном Фрідом. Прем'єра відбулася 13 вересня 1964 року.

## Сюжет
Юна Женя, фахівець-садівник, отримує направлення на завод і сповнена рішучості всю територію, вільну від виробництва, перетворити на квітучий сад. Заводчани Жені співчувають, а закоханий в неї шофер Сергій по-своєму допомагає здійсненню її мрії. Герої лаються, миряться і навіть розлучаються, але — на короткий час.

## У ролях
- Тамара Королюк — Женя
- Володимир Трещалов — Сергій
- Микола Крючков — Іван Іванович
- Олександр Борисов — батько Жені
- Георгій Віцин — дядько Пудя
- Станіслав Соколов — Володя
- Олександр Леньков — Радик
- Світлана Дік — Клава
- Гелій Сисоєв — Костя
- Георгій Светлані — дядько Михайло

## Знімальна група
- Автор сценарію:  Едуард Шим
- Постановка:  Ян Фрід
- Режисер:  Максим Руф
- Оператор: В'ячеслав Фастович, А. Сисоєв
- Композитор: Василь Соловйов-Сєдой
- Текст пісень: Михайло Матусовський